# Costa El Toledano
Pour les articles homonymes, voir Toledano (homonymie).
Costa El Toledano ou El Toledano est une localité rurale argentine située dans le département de San Rafael, province de Mendoza.
La zone est une extension de la ville de San Rafael sur la zone rurale à l'ouest de la ville. El Toledano est le nom d'une des rues et d'un canal de la région.